# Заттель (Швіц)
Заттель (нім. Sattel SZ) — громада  в Швейцарії в кантоні Швіц, округ Швіц.

## Географія
Громада розташована на відстані близько 95 км на схід від Берна, 8 км на північ від Швіца.
Заттель має площу 17,4 км², з яких на 6,7% дозволяється будівництво (житлове та будівництво доріг), 56,4% використовуються в сільськогосподарських цілях, 35,8% зайнято лісами, 1,1% не є продуктивними (річки, льодовики або гори).

## Демографія
2019 року в громаді мешкало 1925 осіб (+8,1% порівняно з 2010 роком), іноземців було 12,8%. Густота населення становила 111 осіб/км².
За віковим діапазоном населення розподілялося таким чином: 22% — особи молодші 20 років, 63,8% — особи у віці 20—64 років, 14,2% — особи у віці 65 років та старші. Було 819 помешкань (у середньому 2,3 особи в помешканні).
Із загальної кількості 621 працюючого 177 було зайнятих в первинному секторі, 78 — в обробній промисловості, 366 — в галузі послуг.